# Servmax
Servmax war ein brasilianischer Hersteller von Automobilen.

## Unternehmensgeschichte
Das Unternehmen aus São Bernardo do Campo stellte ursprünglich Komponenten für Fahrzeuge her. Anfang der 1980er Jahre begann die Produktion von Automobilen. Der Markenname lautete Servmax. Vor dem Ende des Jahrzehnts endete die Produktion.

## Fahrzeuge
Das erste Modell war die Nachbildung des MG TD mit einer Ähnlichkeit zum MP Lafer. Ein luftgekühlter Vierzylinder-Boxermotor war im Heck montiert und trieb die Hinterräder an. Von diesem Modell entstanden mehr als 150 Fahrzeuge.
1986 folgte die Nachbildung des Mercedes-Benz 350 SL der Baureihe 107. Motor und weitere Teile stammten vom Chevrolet Opala. Zur Wahl standen Motoren mit 2500 cm³ Hubraum und 4100 cm³ Hubraum. Die offene Karosserie bestand aus glasfaserverstärktem Kunststoff. Pro Monat entstanden zwei bis drei Fahrzeuge, insgesamt ein paar Dutzend.